# Aphidius apolloni
Aphidius apolloni är en stekelart som beskrevs av Kavallieratos och Tomanovic 2006. Aphidius apolloni ingår i släktet Aphidius och familjen bracksteklar. Inga underarter finns listade i Catalogue of Life.